# Ћурка
Ћурка (лат. Meleagris) је род великих птица из реда кока (Galliformes). Постоје 2 дивље врсте, једна је из Северне Америке и то је дивља ћурка (Meleagris gallopavo), а друга је из Средње Америке, односно полуострва Јукатан и то је јукатанска ћурка (Meleagris ocellata). Домаћа ћурка је настала припитомљавањем дивље ћурке из Северне Америке.
Најраније ћурке еволуирале су у Северној Америци пре више од 20 милиона година и деле недавног заједничког претка са тетријебима, фазанима и другом живином. Врста дивља ћурка је предак домаће ћурке, која је припитомљена пре отприлике 2.000 година.

## Таксономија
Род Meleagris је увео 1758. шведски природњак Карл Лине у десетом издању своје Systema Naturae. Име рода потиче од старогрчког μελεαγρις, meleagris што значи „заморац“. Типска врста је дивља ћурка.
Ћурке су сврстане у породицу Phasianidae (фазани, јаребице, франколини, птице џунгле, тетребови и њихови сродници) у таксономском реду Galliformes. Род Meleagris је једини постојећи род у племену Meleagridini, раније познат као породица Meleagrididae или потфамилија Meleagridinae, али сада подпородица Phasianinae.

### Постојеће врсте
Род садржи две врсте.
| Слика | Научно име | Уобичајено име             | Дистрибуција |
| ----- | ---------- | -------------------------- | --- |
|       |            | дивља ћурка и домаћа ћурка | Шуме Северне Америке, од Мексика (где су први пут припитомљене у Мезоамерици) широм средњег запада и истока Сједињених Држава и до југоисточне Канаде |
|       |            | јукатанска ћурка           | Шуме полуострва Јукатан, Мексико |

### Фосилне врсте
- калифорнијска ћурка – јужна Калифорнија (Касни Плеистоцен пронађен у северозападном делу САД) - бивши
- југозападна ћурка - Нови Мексико[11] (Касни Плеистоцен пронађен у северозападном делу Северне Америке)

## Опис
Ћурке су препознатљиве по кожним израслинама које висе преко кљуна. Женка је мања од мужјака и боје су јој мање раскошне. Распон крила им је 1,5-1,8 m. У дивљини живе у отвореним шумама и пољима.
Домаћа ћурка је птица нелетачица, док дивље знају летети и по неколико метара у висину и неколико десетина метара у дужину. Млади после две недеље од излегнућа добијају јаче перје и тада већ могу летети краћа растојања.

## Историја
Ћурке су биле припитомљене у древном Мексику због хране и због њиховог културног и симболичког значаја. Класична нахуатлска реч за ћурку, вуех-коло-тл (guajolote), још увек се користи у модерном Мексику поред општег израза pavo. Шпански хроничари, укључујући Бернала Дијаза дел Кастиља и оца Бернардина де Сахагуна, описују мноштво хране (сирово воће и поврће, као и припремљена јела) која су се нудила на огромним пијацама (tianguis) у Тенохтитлану, напомињући да су тамале направљене од ћурке, игуане, чоколаде, поврћа, воћа и још много тога.
Ћурке су у Америци припитомили амерички Индијанци пре доласка Европљана. У Европу су је пренели Шпанци. Данас постоји неколико раса домаће ћурке. У Европи се дивља ћурка појавила 1880. године, када је неколико матичних јата насељено у просторе шумске управе Графенег у Аустрији. Касније је то исто урађено у Мађарској и у ловиштима данашње Чешке и Словачке.
Убрзо због, у то доба, веома развијене трговине између Мађарске и Србије, ћурке су се појавиле и на просторима Србије где су нашле и добре природне услове за живот, сличне као и у месту свог порекла Северној Америци.

## Људски сукоби са дивљим ћуркама
Познато је да ћурке могу да буду агресивне према људима и кућним љубимцима у стамбеним подручјима. Дивље ћурке имају друштвену структуру и ред кљуцања. Ћурке могу реаговати на људе и животиње као на друге ћурке. Оне могу покушати да доминирају или нападну људе које птице виде као подређене.
Град Бруклин у Масачусетсу препоручује грађанима да буду агресивни према ћурцима, да направе корак ка њима и да не одустају. Званичници Бруклина су такође препоручили да „правите буку (звецкате лонцима или другим предметима); отварате кишобран; вичете и машете рукама; прскате их баштенским цревом; дозвољавате свом псу на повоцу да лаје на њих; и насилно их одбијте метлом“.

## Фосилни запис
Бројне ћурке су описани из фосила. Meleagridinae су познате из раног миоцена (пре око 23 милиона година) па надаље, са изумрлим родовима Rhegminornis (рани миоцен Бела, САД) и Proagriocharis (Кимбал касни миоцен/рани плиоцен из Лајм Крика, САД). Прва је вероватно базална ћурка, друга савремена птица која није много слична познатим ћуркама; обе су биле много мање птице. Фосил ћурке који се не може приписати роду, али је сличан његовим припадницима познат је из касног миоцена са локације у Вестморландском округу у Вирџинији. У савременом роду Meleagris описан је значајан број врста, пошто су фосили ћуретина робусни и прилично често пронађени, и ћурке показују велике варијације међу јединкама. Многе од ових наводних фосилизованих врста сада се сматрају млађим синонимима. Једна, добро документована калифорнијска ћурка Meleagris californica, недавно је изумрла тако да су је ловили рани досељеници. Претпоставља се да је њена пропаст била последица комбинованих притисака људског лова и климатских промена на крају последњег глацијалног периода.